# MFコミックス
MFコミックス（エムエフコミックス、略称：MFC）は、株式会社KADOKAWA（メディアファクトリーブランド）が刊行する漫画単行本のレーベル。
2015年からの新規発行作品はMFCが使用されている。

## 一覧
公表媒体により以下の種類に分類される。

### 現在
MFコミックス（MFC）
描き下ろし作品・他社で発表された作品の再録、『ComicWalker』『WebComic アパンダ』掲載作品など。
編集企画「MFCコミック編集部」。
MFコミックス comicoシリーズ
『comico』掲載作品。
MFコミックス フラッパーシリーズ
『月刊コミックフラッパー』掲載作品。
MFコミックス アライブシリーズ
公式サイトや一部の動画では「アライブコミックス」の通称も使われている。
『月刊コミックアライブ』掲載作品。
MFコミックス アライブ+シリーズ
『アライブ+』オリジナル作品のみ。発売日はアライブシリーズと異なる。
MFコミックス ジーンシリーズ
『月刊コミックジーン』掲載作品。
MFC ジーンピクシブシリーズ
『ジーンピクシブ』掲載作品。
MFC キューンシリーズ
『コミックキューン』掲載作品。
ただし『ありすorありす〜シスコン兄さんと双子の妹〜』『あやかしこ』『くだみみの猫』はアライブシリーズ。
MFC GANMAシリーズ
『GANMA!』掲載作品。

### 過去
MFコミックス コミックファクトリーシリーズ
『コミックファクトリー』掲載作品。
MFコミックス コミックアルファシリーズ
『コミックアルファ』掲載作品。
MFコミックス ダ・ヴィンチシリーズ
『ダ・ヴィンチ』掲載作品。
MFコミックス コミックキュットシリーズ
『コミックキュット』掲載作品。
MFR
廉価版、コンビニ向けコミックス。

## ニコニコMFC
2016年8月23日より、ニコニコ静画にて公式チャンネル「ニコニコMFC」がオープン。「月刊コミックアライブ」の連載作品やMFCブランドの話題作品が無料で閲覧可能のウェブコミック配信サイトである。2022年7月27日には「アライブ+」が誕生。